# Saison 2012-2013 du Bayern Munich
Maillots
Chronologie
Saison précédente Saison suivante
Le Bayern Munich est un club de football allemand qui évolue en Bundesliga pour la saison 2012-2013.

## Plan d'équipe

### Formation - Équipe type
| - 1- GB Manuel Neuer - 21- DLD Philipp Lahm (Capitaine) - 5- DCG Jérôme Boateng - 4- DCG Dante - 27- DLG David Alaba - 8- MDf Javi Martínez - 31- MR Bastian Schweinsteiger - 25- MLD Thomas Müller - 7- MLG Franck Ribéry - 39- MO Toni Kroos - 9- AC Mario Mandžukić | Neuer Lahm Boateng Dante Alaba Schweinsteiger Javi Martínez Müller Robben Ribéry Mandžukić |

Équipe alignée le plus souvent lors de la saison

## Recrutement

### Mercato d'été

#### Arrivées
| Joueur          | Nationalité    | Âge | Poste     | Type de transfert      | Durée        | Indemnité         | Période       | Provenance                            |
| --------------- | -------------- | --- | --------- | ---------------------- | ------------ | ----------------- | ------------- | ------------------------------------- |
| Javi Martínez   | Espagne        | 24  | Milieu    | Achat                  | 5 ans (2017) | 40 millions d'€   | Mercato d'été | Athletic Bilbao (Liga BBVA)           |
| Xherdan Shaqiri | Suisse         | 20  | Milieu    | Achat                  | 4 ans (2016) | 11,6 millions d'€ | Mercato d'été | FC Bâle (Raiffeisen Super League)     |
| Mitchell Weiser | Allemagne      | 18  | Milieu    | Achat                  | 3 ans (2015) | 0,5 million d'€   | Mercato d'été | 1. FC Cologne (2.Bundesliga)          |
| Tom Starke      | Allemagne      | 31  | Gardien   | Achat (fin de contrat) | 3 ans (2015) | Gratuit           | Mercato d'été | TSG 1899 Hoffenheim (Bundesliga)      |
| Claudio Pizarro | Pérou / Italie | 33  | Attaquant | Achat (fin de contrat) | 1 an (2013)  | Gratuit           | Mercato d'été | Werder Brême (Bundesliga)             |
| Mario Mandžukić | Croatie        | 26  | Attaquant | Achat                  | 4 ans (2016) | 13 millions d'€   | Mercato d'été | VfL Wolfsbourg (Bundesliga)           |
| Dante           | Brésil         | 28  | Défenseur | Achat                  | 4 ans (2016) | 5 millions d'€    | Mercato d'été | Borussia Mönchengladbach (Bundesliga) |

#### Départs
| Joueur          | Nationalité | Âge | Poste     | Type de transfert         | Durée        | Indemnité | Période       | Destination                         |
| --------------- | ----------- | --- | --------- | ------------------------- | ------------ | --------- | ------------- | ----------------------------------- |
| Breno           | Brésil      | 22  | Défenseur | Rupture du Contrat        | -            | Gratuit   | Mercato d'été | -                                   |
| Hans-Jörg Butt  | Allemagne   | 38  | Gardien   | Retraite (fin de contrat) | -            | -         | Mercato d'été | Retraite                            |
| Takashi Usami   | Japon       | 20  | Milieu    | Retour de prêt            | -            | -         | Mercato d'été | Gamba Osaka (J. League)             |
| Danijel Pranjić | Croatie     | 30  | Milieu    | Vente (fin de contrat)    | 3 ans (2015) | Gratuit   | Mercato d'été | Sporting Lisbonne (Liga ZON Sagres) |
| Nils Petersen   | Allemagne   | 23  | Attaquant | Prêt                      | 1 an         | -         | Mercato d'été | Werder Brême (Bundesliga)           |
| Ivica Olić      | Croatie     | 33  | Attaquant | Vente (fin de contrat)    | 2 ans (2014) | Gratuit   | Mercato d'été | VfL Wolfsbourg (Bundesliga)         |

## Classement des buteurs
| Buteurs                | Buts |
| ---------------------- | ---- |
| Thomas Müller          | 23   |
| Mario Mandžukić        | 22   |
| / Mario Gómez          | 19   |
| / Claudio Pizarro      | 13   |
| Arjen Robben           | 13   |
| Franck Ribéry          | 11   |
| Toni Kroos             | 9    |
| Bastian Schweinsteiger | 9    |
| / Xherdan Shaqiri      | 9    |
| David Alaba            | 5    |
| Luiz Gustavo           | 4    |
| Javi Martínez          | 3    |
| Rafinha                | 2    |
| Jérôme Boateng         | 2    |
| Dante                  | 1    |
| / Anatoly Tymoshchuk   | 1    |
| TOTAL                  | 143  |

| Buteurs                | Buts |
| ---------------------- | ---- |
| Mario Mandžukić        | 15   |
| Thomas Müller          | 13   |
| / Mario Gómez          | 11   |
| Franck Ribéry          | 10   |
| Bastian Schweinsteiger | 7    |
| Toni Kroos             | 6    |
| / Claudio Pizarro      | 6    |
| Arjen Robben           | 5    |
| Luiz Gustavo           | 4    |
| / Xherdan Shaqiri      | 4    |
| David Alaba            | 3    |
| Javi Martínez          | 3    |
| Rafinha                | 2    |
| Jérôme Boateng         | 2    |
| Dante                  | 1    |
| / Anatoly Tymoshchuk   | 1    |
| TOTAL                  | 93   |

| Buteurs                | Buts |
| ---------------------- | ---- |
| Thomas Müller          | 8    |
| / Claudio Pizarro      | 4    |
| Arjen Robben           | 4    |
| Toni Kroos             | 3    |
| Mario Mandžukić        |      |
| Bastian Schweinsteiger | 2    |
| David Alaba            | 2    |
| Mario Gómez            | 2    |
| / Xherdan Shaqiri      | 2    |
| Mario Mandžukić        | 2    |
| Franck Ribéry          | 1    |
| TOTAL                  | 30   |

| Buteurs           | Buts |
| ----------------- | ---- |
| / Mario Gómez     | 6    |
| Arjen Robben      | 4    |
| / Claudio Pizarro | 3    |
| Mario Mandžukić   | 3    |
| / Xherdan Shaqiri | 3    |
| Thomas Müller     | 1    |
| TOTAL             | 30   |

| Dernière mise à jour : Vendredi 7 juin 2013 |

## Matchs amicaux

### Audi Cup 2012
| Demi-finales                | Beijing Guoan | 0 - 6   | Bayern Munich                                                                             | Stade des ouvriers, Pékin               |                                         |
| 24 juillet 2012 13h30 (MEZ) |               | (0 - 3) | Zhang Junzhe 7e (csc) · Robben 10e · Pizarro 43e · Müller 74e · Mandžukić 78e · Gómez 70e | Spectateurs : 42 000 Arbitrage : Fan Qi | Spectateurs : 42 000 Arbitrage : Fan Qi |
| 24 juillet 2012 13h30 (MEZ) | (de) Rapport  |         |                                                                                           | Spectateurs : 42 000 Arbitrage : Fan Qi | Spectateurs : 42 000 Arbitrage : Fan Qi |

| Finale                      | Bayern Munich              | 2 - 1   | VfL Wolfsbourg | Stade olympique du Guangdong, Canton        |                                             |
| 26 juillet 2012 14h00 (MEZ) | Mandžukić 29e · Robben 39e | (2 - 0) | Pilař 90+1e    | Spectateurs : 35 000 Arbitrage : Zhao Liang | Spectateurs : 35 000 Arbitrage : Zhao Liang |
| 26 juillet 2012 14h00 (MEZ) | (de) Rapport               |         |                | Spectateurs : 35 000 Arbitrage : Zhao Liang | Spectateurs : 35 000 Arbitrage : Zhao Liang |

### Liga Total! Cup 2012
| Demi-finales             | Werder Brême                        | 2 - 2           | Bayern Munich                               | Imtech Arena, Hambourg                      |                                             |
| 4 août 2012 18h35 (HAEC) | Petersen 12e · Füllkrug 43e         | (1 - 1)         | Shaqiri 27e · Kroos 60e                     | Spectateurs : 42 217 Arbitrage : Grudzinski | Spectateurs : 42 217 Arbitrage : Grudzinski |
| 4 août 2012 18h35 (HAEC) | (de) Rapport                        |                 |                                             | Spectateurs : 42 217 Arbitrage : Grudzinski | Spectateurs : 42 217 Arbitrage : Grudzinski |
| 4 août 2012 18h35 (HAEC) | Ekici · Fritz · Schmitz · De Bruyne | Tirs au but 4-2 | Mandžukić · Kroos · Ribéry · Schweinsteiger | Spectateurs : 42 217 Arbitrage : Grudzinski | Spectateurs : 42 217 Arbitrage : Grudzinski |

| 3e Place                 | Hambourg SV  | 0 - 1   | Bayern Munich | Imtech Arena, Hambourg                   |                                          |
| 5 août 2012 16h45 (HAEC) |              | (0 - 1) | Weiser 25e    | Spectateurs : 45 000 Arbitrage : Siebert | Spectateurs : 45 000 Arbitrage : Siebert |
| 5 août 2012 16h45 (HAEC) | (de) Rapport |         |               | Spectateurs : 45 000 Arbitrage : Siebert | Spectateurs : 45 000 Arbitrage : Siebert |

### Pré-Saison
| Amical                       | SpVgg Unterhaching | 0 – 1   | Bayern Munich | Generali Sportpark Unterhaching                 |                                                 |
| 10 juillet 2012 19h30 (HAEC) |                    | (0 - 0) | Alaba 82e     | Spectateurs : 7 500 Arbitrage : Robert Hartmann | Spectateurs : 7 500 Arbitrage : Robert Hartmann |
| 10 juillet 2012 19h30 (HAEC) | (de) Rapport       |         |               | Spectateurs : 7 500 Arbitrage : Robert Hartmann | Spectateurs : 7 500 Arbitrage : Robert Hartmann |

| Amical                       | FC Ismaning  | 0 – 4   | Bayern Munich                                                |                                                  |                                                  |
| 13 juillet 2012 18h00 (HAEC) |              | (0 - 1) | Markoutz 9e · Friesenbichler 71e · Shaqiri 86e · Schmitz 90e | Spectateurs : 2 000 Arbitrage : Lothar Ostheimer | Spectateurs : 2 000 Arbitrage : Lothar Ostheimer |
| 13 juillet 2012 18h00 (HAEC) | (de) Rapport |         |                                                              | Spectateurs : 2 000 Arbitrage : Lothar Ostheimer | Spectateurs : 2 000 Arbitrage : Lothar Ostheimer |

| Amical                       | Trentino-Auswahl | 0 – 11  | Bayern Munich | Arco                                            |                                                 |
| 17 juillet 2012 18h00 (HAEC) |                  | (0 - 6) | Markoutz 6e, 11e · Robben 10e, 34e, 43e · Mandžukić 20e · Alaba 52e · Friesenbichler 54e, 64e, 66e · Pizarro 79e | Spectateurs : 2 750 Arbitrage : Francesco Scifo | Spectateurs : 2 750 Arbitrage : Francesco Scifo |
| 17 juillet 2012 18h00 (HAEC) | (de) Rapport     |         | | Spectateurs : 2 750 Arbitrage : Francesco Scifo | Spectateurs : 2 750 Arbitrage : Francesco Scifo |

| Amical                       | Bayern Munich           | 2 – 3   | SSC Naples                                  | Arco                                                     |                                                          |
| 20 juillet 2012 18h30 (HAEC) | Alaba 16e · Shaqiri 73e | (1 - 1) | P. Cannavaro 45e · Pandev 67e · Insigne 82e | Spectateurs : 3 083 (guichet fermé) Arbitrage : Petruzzo | Spectateurs : 3 083 (guichet fermé) Arbitrage : Petruzzo |
| 20 juillet 2012 18h30 (HAEC) | (de) Rapport            |         |                                             | Spectateurs : 3 083 (guichet fermé) Arbitrage : Petruzzo | Spectateurs : 3 083 (guichet fermé) Arbitrage : Petruzzo |

| Amical                       | Paulaner-Traumelf | 0 – 15  | Bayern Munich | Audi-Sportpark, Ingolstadt                       |                                                  |
| 31 juillet 2012 20h15 (HAEC) |                   | (0 - 7) | Müller 5e, 18e, 21e · Mandžukić 11e · Shaqiri 33e, 41e · Lahm 39e · Kroos 57e, 82e · Gómez 61e, 71e, 76e, 77e, 80e · Ribéry 79e | Spectateurs : 12 200 Arbitrage : Benjamin Cortus | Spectateurs : 12 200 Arbitrage : Benjamin Cortus |
| 31 juillet 2012 20h15 (HAEC) | (de) Rapport      |         | | Spectateurs : 12 200 Arbitrage : Benjamin Cortus | Spectateurs : 12 200 Arbitrage : Benjamin Cortus |

| Amical                     | 1. FC Kaiserslautern     | 2 – 3   | Bayern Munich                      | Fritz-Walter-Stadion, Kaiserslautern               |                                                    |
| 1er août 2012 18h30 (HAEC) | Dick 35e, · Shechter 89e | (1 - 1) | Müller 23e · Can 68e · Shaqiri 86e | Spectateurs : 25 873 Arbitrage : Christian Dingert | Spectateurs : 25 873 Arbitrage : Christian Dingert |
| 1er août 2012 18h30 (HAEC) | (de) Rapport             |         |                                    | Spectateurs : 25 873 Arbitrage : Christian Dingert | Spectateurs : 25 873 Arbitrage : Christian Dingert |

| Amical                    | SV Seligenporten | 1 – 3   | Bayern Munich               | MAR Arena                                       |                                                 |
| 15 août 2012 18h00 (HAEC) | Stolz 77e        | (0 - 2) | Friesenbichler 7e, 30e, 54e | Spectateurs : 6 500 Arbitrage : Benjamin Cortus | Spectateurs : 6 500 Arbitrage : Benjamin Cortus |
| 15 août 2012 18h00 (HAEC) | (de) Rapport     |         |                             | Spectateurs : 6 500 Arbitrage : Benjamin Cortus | Spectateurs : 6 500 Arbitrage : Benjamin Cortus |

| Amical                    | Fanclub-Auswahl Selters | 0 – 17   | Bayern Munich |                      |                      |
| 26 août 2012 14h00 (HAEC) |                         | (0 - 11) | Pizarro · Lahm · Tymoschuk · Robben · Toni Kroos · Schweinsteiger · Shaqiri · Mandžukić · Neuer · Weihrauch · Weiser | Spectateurs : 13 500 | Spectateurs : 13 500 |
| 26 août 2012 14h00 (HAEC) | (de) Rapport            |          | | Spectateurs : 13 500 | Spectateurs : 13 500 |

### Mi-Saison
| Amical                       | Bayern Munich          | 2 – 0   | SpVgg Unterhaching |                                               |                                               |
| 11 octobre 2012 15h00 (HAEC) | Jennings 42e · Can 70e | (1 - 0) |                    | Spectateurs : 500 Arbitrage : Dr. Felix Brych | Spectateurs : 500 Arbitrage : Dr. Felix Brych |
| 11 octobre 2012 15h00 (HAEC) | (de) Rapport           |         |                    | Spectateurs : 500 Arbitrage : Dr. Felix Brych | Spectateurs : 500 Arbitrage : Dr. Felix Brych |

| Amical                       | SC Fürstenfeldbruck | 0 – 7   | Bayern Munich                                                      |                     |                     |
| 25 octobre 2012 15h00 (HAEC) |                     | (0 - 3) | Vastic 4e 47e · Sieghart 13e 44e · Pizarro 64e · Reinhardt 66e 70e | Spectateurs : 3 300 | Spectateurs : 3 300 |
| 25 octobre 2012 15h00 (HAEC) | (de) Rapport        |         |                                                                    | Spectateurs : 3 300 | Spectateurs : 3 300 |

| Amical                        | FC Falke Markt Schwaben | 0 – 6   | Bayern Munich                                   |                     |                     |
| 13 novembre 2012 15h00 (HAEC) |                         | (0 - 5) | Gómez 7e 28e 30e 48e · Weiser 16e · Pizarro 45e | Spectateurs : 2 200 | Spectateurs : 2 200 |
| 13 novembre 2012 15h00 (HAEC) | (de) Rapport            |         |                                                 | Spectateurs : 2 200 | Spectateurs : 2 200 |

| Amical                      | Lekhwiya SC  | 0 – 4   | Bayern Munich                                   | Au Qatar            |                     |
| 5 janvier 2013 16h30 (HAEC) |              | (0 - 1) | T.Müller 26e · Van Buyten 64e · Pizarro 66e 76e | Spectateurs : 1 503 | Spectateurs : 1 503 |
| 5 janvier 2013 16h30 (HAEC) | (de) Rapport |         |                                                 | Spectateurs : 1 503 | Spectateurs : 1 503 |

| Amical                      | FC Schalke 04 | 0 – 5   | Bayern Munich                                    | Au Qatar                                        |                                                 |
| 8 janvier 2013 17h00 (HAEC) |               | (0 - 4) | T.Müller 10e 20e · Mandžukić 33e 43e · Gómez 63e | Spectateurs : 2 000 Arbitrage : Hamad Al Sebaei | Spectateurs : 2 000 Arbitrage : Hamad Al Sebaei |
| 8 janvier 2013 17h00 (HAEC) | (de) Rapport  |         |                                                  | Spectateurs : 2 000 Arbitrage : Hamad Al Sebaei | Spectateurs : 2 000 Arbitrage : Hamad Al Sebaei |

| Amical                       | FC Bâle      | 0 – 3   | Bayern Munich                                  | Parc Saint-Jacques, Bâle                          |                                                   |
| 12 janvier 2013 16h30 (HAEC) |              | (0 - 3) | Mandžukić 8e · Schweinsteiger 11e · Ribéry 37e | Spectateurs : 30 080 Arbitrage : Adrien Jaccottet | Spectateurs : 30 080 Arbitrage : Adrien Jaccottet |
| 12 janvier 2013 16h30 (HAEC) | (de) Rapport |         |                                                | Spectateurs : 30 080 Arbitrage : Adrien Jaccottet | Spectateurs : 30 080 Arbitrage : Adrien Jaccottet |

| Amical                       | SpVgg Unterhaching | 0 – 2   | Bayern Munich           | Generali Sportpark, Unterhaching              |                                               |
| 13 janvier 2013 18h15 (HAEC) |                    | (0 - 1) | Pizarro 11e · Gómez 68e | Spectateurs : 5 500 Arbitrage : Karl Valentin | Spectateurs : 5 500 Arbitrage : Karl Valentin |
| 13 janvier 2013 18h15 (HAEC) | (de) Rapport       |         |                         | Spectateurs : 5 500 Arbitrage : Karl Valentin | Spectateurs : 5 500 Arbitrage : Karl Valentin |

| Amical                       | Alemannia Aachen              | 2 – 5   | Bayern Munich                                | Neuer Tivoli, Aix-la-Chapelle                                     |                                                                   |
| 20 janvier 2013 13h30 (HAEC) | Thiele 14e · Schwertfeger 56e | (1 - 2) | Gómez 28e 79e · Boateng 41e · Robben 74e 77e | Spectateurs : 31 600 (guichet fermé) Arbitrage : Sascha Stegemann | Spectateurs : 31 600 (guichet fermé) Arbitrage : Sascha Stegemann |
| 20 janvier 2013 13h30 (HAEC) | (de) Rapport                  |         |                                              | Spectateurs : 31 600 (guichet fermé) Arbitrage : Sascha Stegemann | Spectateurs : 31 600 (guichet fermé) Arbitrage : Sascha Stegemann |

## DFL Supercup 2012
| Finale                   | Bayern Munich             | 2 - 1   | Borussia Dortmund | Allianz Arena, Munich                                   |                                                         |
| 12 août 2012 20h00 (CET) | Mandžukić 6e · Müller 11e | (2 - 0) | Lewandowski 75e   | Spectateurs : 69 000 (guichet fermé) Arbitrage : Weiner | Spectateurs : 69 000 (guichet fermé) Arbitrage : Weiner |
| 12 août 2012 20h00 (CET) | (de) Rapport              |         |                   | Spectateurs : 69 000 (guichet fermé) Arbitrage : Weiner | Spectateurs : 69 000 (guichet fermé) Arbitrage : Weiner |

## Parcours enDFB-Pokal
| 1er tour                 | SSV Jahn Regensburg | 0 - 4   | Bayern Munich                                 | Jahnstadion, Ratisbonne                                         |                                                                 |
| 20 août 2012 20h30 (CET) |                     | (0 - 1) | Mandžukić 32e 80e · Shaqiri 60e · Pizarro 88e | Spectateurs : 12 500 (guichet fermé) Arbitrage : Guido Winkmann | Spectateurs : 12 500 (guichet fermé) Arbitrage : Guido Winkmann |
| 20 août 2012 20h30 (CET) | (de) Rapport        |         |                                               | Spectateurs : 12 500 (guichet fermé) Arbitrage : Guido Winkmann | Spectateurs : 12 500 (guichet fermé) Arbitrage : Guido Winkmann |

| 2e tour                     | Bayern Munich                    | 4 - 0   | 1. FC Kaiserslautern | Allianz-Arena, Munich                                           |                                                                 |
| 31 octobre 2012 20h30 (CET) | Pizarro 11e 58e · Robben 49e 88e | (1 - 0) |                      | Spectateurs : 71 000 (guichet fermé) Arbitrage : Daniel Siebert | Spectateurs : 71 000 (guichet fermé) Arbitrage : Daniel Siebert |
| 31 octobre 2012 20h30 (CET) | (de) Rapport                     |         |                      | Spectateurs : 71 000 (guichet fermé) Arbitrage : Daniel Siebert | Spectateurs : 71 000 (guichet fermé) Arbitrage : Daniel Siebert |

| 8e de finale                 | FC Augsbourg | 0 - 2   | Bayern Munich           | SGL arena, Augsbourg                                               |                                                                    |
| 18 décembre 2012 20h30 (CET) |              | (0 - 1) | Gómez 11e · Shaqiri 85e | Spectateurs : 30 660 (guichet fermé) Arbitrage : Thorsten Kinhöfer | Spectateurs : 30 660 (guichet fermé) Arbitrage : Thorsten Kinhöfer |
| 18 décembre 2012 20h30 (CET) | (de) Rapport |         |                         | Spectateurs : 30 660 (guichet fermé) Arbitrage : Thorsten Kinhöfer | Spectateurs : 30 660 (guichet fermé) Arbitrage : Thorsten Kinhöfer |

| Quart de finale             | Bayern Munich | 1 - 0   | Borussia Dortmund | Allianz-Arena, Munich                                         |                                                               |
| 27 février 2013 20h30 (CET) | Robben 43e    | (1 - 0) |                   | Spectateurs : 71 000 (guichet fermé) Arbitrage : Knut Kircher | Spectateurs : 71 000 (guichet fermé) Arbitrage : Knut Kircher |
| 27 février 2013 20h30 (CET) | (de) Rapport  |         |                   | Spectateurs : 71 000 (guichet fermé) Arbitrage : Knut Kircher | Spectateurs : 71 000 (guichet fermé) Arbitrage : Knut Kircher |

| Demi-finale               | Bayern Munich                                                | 6 - 1   | VfL Wolfsbourg | Allianz-Arena, Munich                                         |                                                               |
| 16 avril 2013 20h30 (CET) | Mandžukić 18e · Robben 35e · Shaqiri 50e · Gómez 81e 83e 86e | (2 - 1) | Diego 45e      | Spectateurs : 71 000 (guichet fermé) Arbitrage : Knut Kircher | Spectateurs : 71 000 (guichet fermé) Arbitrage : Knut Kircher |
| 16 avril 2013 20h30 (CET) | (de) Rapport                                                 |         |                | Spectateurs : 71 000 (guichet fermé) Arbitrage : Knut Kircher | Spectateurs : 71 000 (guichet fermé) Arbitrage : Knut Kircher |

| Finale                    | Bayern Munich              | 3 - 2   | VfB Stuttgart  | Olympiastadion, Berlin                                        |                                                               |
| 1er juin 2013 20h00 (CET) | Müller 37e · Gómez 48e 61e | (1 - 0) | Harnik 71e 80e | Spectateurs : 74 220 (guichet fermé) Arbitrage : Manuel Gräfe | Spectateurs : 74 220 (guichet fermé) Arbitrage : Manuel Gräfe |
| 1er juin 2013 20h00 (CET) | (de) [Rapport]             |         |                | Spectateurs : 74 220 (guichet fermé) Arbitrage : Manuel Gräfe | Spectateurs : 74 220 (guichet fermé) Arbitrage : Manuel Gräfe |

## Parcours enLigue des champions de l'UEFA 2012-2013

### Groupe F
| Rang | Équipe        | Pts | J | G | N | P | Bp | Bc | Diff |  | Résultats (▼ dom., ► ext.) | Drapeau de l'Allemagne | Drapeau de l'Espagne | Drapeau de la Biélorussie | Drapeau de la France |
| ---- | ------------- | --- | - | - | - | - | -- | -- | ---- |  | -------------------------- | ---------------------- | -------------------- | ------------------------- | -------------------- |
| 1    | Bayern Munich | 13  | 6 | 4 | 1 | 1 | 15 | 7  | +8   |  | Bayern Munich              |                        | 2-1                  | 4-1                       | 6-1                  |
| 2    | Valence CF    | 13  | 6 | 4 | 1 | 1 | 12 | 5  | +7   |  | Valence CF                 | 1-1                    |                      | 4-2                       | 2-0                  |
| 3    | BATE Borissov | 6   | 6 | 2 | 0 | 4 | 9  | 15 | -6   |  | BATE Borissov              | 3-1                    | 0-3                  |                           | 0-2                  |
| 4    | Lille OSC     | 3   | 6 | 1 | 0 | 5 | 4  | 13 | -9   |  | Lille OSC                  | 0-1                    | 0-1                  | 1-3                       |                      |

| 1re journée                 | Bayern Munich                  | 2-1   | Valence CF          | Allianz Arena, Munich                          |                                                |
| 19 septembre 2012 20h45 CET | Schweinsteiger 38e · Kroos 76e | (1-0) | Nelson Valdez 90+1e | Spectateurs : 68 000 Arbitrage : Firat Aydinus | Spectateurs : 68 000 Arbitrage : Firat Aydinus |
| 19 septembre 2012 20h45 CET | Rapport                        |       |                     | Spectateurs : 68 000 Arbitrage : Firat Aydinus | Spectateurs : 68 000 Arbitrage : Firat Aydinus |

| 2e journée               | BATE Borissov                                   | 3-1   | Bayern Munich | Stade du Dinamo, Minsk                              |                                                     |
| 2 octobre 2012 20h45 CET | Pavlov 23e · Rodionov 78e · Renan Bressan 90+4e | (1-0) | Ribéry 90+1e  | Spectateurs : 24 636 Arbitrage : Aleksandar Stavrev | Spectateurs : 24 636 Arbitrage : Aleksandar Stavrev |
| 2 octobre 2012 20h45 CET | Rapport                                         |       |               | Spectateurs : 24 636 Arbitrage : Aleksandar Stavrev | Spectateurs : 24 636 Arbitrage : Aleksandar Stavrev |

| 3e journée                | Lille OSC | 0-1   | Bayern Munich       | Le Grand Stade, Lille                            |                                                  |
| 23 octobre 2012 20h45 CET |           | (0-1) | Thomas Müller 20 sp | Spectateurs : 45 259 Arbitrage : Martin Atkinson | Spectateurs : 45 259 Arbitrage : Martin Atkinson |
| 23 octobre 2012 20h45 CET | Rapport   |       |                     | Spectateurs : 45 259 Arbitrage : Martin Atkinson | Spectateurs : 45 259 Arbitrage : Martin Atkinson |

| 4e journée                | Bayern Munich                                                    | 6-1   | Lille OSC    | Allianz Arena, Munich                                |                                                      |
| 7 novembre 2012 20h45 CET | Schweinsteiger 5e · Pizarro 18e 28e 33e · Robben 23e · Kroos 66e | (5-0) | S. Kalou 58e | Spectateurs : 68 000 Arbitrage : Ovidiu Alin Hategan | Spectateurs : 68 000 Arbitrage : Ovidiu Alin Hategan |
| 7 novembre 2012 20h45 CET | Rapport                                                          |       |              | Spectateurs : 68 000 Arbitrage : Ovidiu Alin Hategan | Spectateurs : 68 000 Arbitrage : Ovidiu Alin Hategan |

| 5e journée                 | Valence CF   | 1-1   | Bayern Munich     | Mestalla, Valence                            |                                              |
| 20 novembre 2012 20h45 CET | Feghouli 77e | (0-0) | Thomas Müller 82e | Spectateurs : 34 407 Arbitrage : Howard Webb | Spectateurs : 34 407 Arbitrage : Howard Webb |
| 20 novembre 2012 20h45 CET | Rapport      |       |                   | Spectateurs : 34 407 Arbitrage : Howard Webb | Spectateurs : 34 407 Arbitrage : Howard Webb |

| 6e journée                | Bayern Munich                                    | 4-1   | BATE Borissov | Allianz Arena, Munich                           |                                                 |
| 5 décembre 2012 20h45 CET | Gómez 22e · Müller 54e · Shaqiri 66e · Alaba 83e | (1-0) | Filipenko 89e | Spectateurs : 68 000 Arbitrage : William Collum | Spectateurs : 68 000 Arbitrage : William Collum |
| 5 décembre 2012 20h45 CET | Rapport                                          |       |               | Spectateurs : 68 000 Arbitrage : William Collum | Spectateurs : 68 000 Arbitrage : William Collum |

### Huitième de finale
| 19 février 2013 | Arsenal      | 1-3   | Bayern Munich                                | Emirates Stadium, Londres                          |                                                    |
| 20h45 CET       | Podolski 55e | (0-2) | Kroos 7e · Thomas Müller 21e · Mandžukić 77e | Spectateurs : 59 974 Arbitrage : Svein Oddvar Moen | Spectateurs : 59 974 Arbitrage : Svein Oddvar Moen |
| 20h45 CET       | Rapport      |       |                                              | Spectateurs : 59 974 Arbitrage : Svein Oddvar Moen | Spectateurs : 59 974 Arbitrage : Svein Oddvar Moen |

| 13 mars 2013 | Bayern Munich | 0-2   | Arsenal                   | Allianz Arena, Munich                           |                                                 |
| 20h45 CET    |               | (0-1) | Giroud 3e · Koscielny 78e | Spectateurs : 68 000 Arbitrage : Pavel Královec | Spectateurs : 68 000 Arbitrage : Pavel Královec |
| 20h45 CET    | Rapport       |       |                           | Spectateurs : 68 000 Arbitrage : Pavel Královec | Spectateurs : 68 000 Arbitrage : Pavel Královec |

### Quart de finale
| 2 avril 2013 | Bayern Munich                 | 2-0   | Juventus | Allianz Arena, Munich                                             |                                                                   |
| 20h45 CET    | Alaba 1re · Thomas Müller 63e | (1-0) |          | Spectateurs : 68 000 (guichet fermé) Arbitrage : Mark Clattenburg | Spectateurs : 68 000 (guichet fermé) Arbitrage : Mark Clattenburg |
| 20h45 CET    | Rapport                       |       |          | Spectateurs : 68 000 (guichet fermé) Arbitrage : Mark Clattenburg | Spectateurs : 68 000 (guichet fermé) Arbitrage : Mark Clattenburg |

| 10 avril 2013 | Juventus | 0-2   | Bayern Munich                 | Juventus Stadium, Turin                                  |                                                          |
| 20h45 CET     |          | (0-0) | 64e Mandžukić · 90+2e Pizarro | Spectateurs : 40 283 Arbitrage : Carlos Velasco Carballo | Spectateurs : 40 283 Arbitrage : Carlos Velasco Carballo |
| 20h45 CET     | Rapport  |       |                               | Spectateurs : 40 283 Arbitrage : Carlos Velasco Carballo | Spectateurs : 40 283 Arbitrage : Carlos Velasco Carballo |

### Demi-finale
| 23 avril 2013 | Bayern Munich                           | 4-0   | FC Barcelone | Allianz Arena, Munich                          |                                                |
| 20h45 CET     | Müller 25e 82e · Gómez 49e · Robben 73e | (1-0) |              | Spectateurs : 68 000 Arbitrage : Viktor Kassai | Spectateurs : 68 000 Arbitrage : Viktor Kassai |
| 20h45 CET     | Rapport                                 |       |              | Spectateurs : 68 000 Arbitrage : Viktor Kassai | Spectateurs : 68 000 Arbitrage : Viktor Kassai |

| 1er mai 2013 | FC Barcelone | 0-3   | Bayern Munich                             | Camp Nou, Barcelone                            |                                                |
| 20h45 CET    |              | (0-0) | Robben 49e · Piqué 72e (csc) · Müller 76e | Spectateurs : 90 000 Arbitrage : Damir Skomina | Spectateurs : 90 000 Arbitrage : Damir Skomina |

### Finale
| Samedi 25 mai 2013 | Borussia Dortmund   | 1 - 2   | Bayern Munich              | Wembley Stadium, Londres                        |                                                 |
| 20:45 HAEC         | Gündogan 68e (pen.) | (0 - 0) | 60e Mandžukić · 89e Robben | Spectateurs : 86 298 Arbitrage : Nicola Rizzoli | Spectateurs : 86 298 Arbitrage : Nicola Rizzoli |
| 20:45 HAEC         | Rapport             |         |                            | Spectateurs : 86 298 Arbitrage : Nicola Rizzoli | Spectateurs : 86 298 Arbitrage : Nicola Rizzoli |

| Borussia | Bayern |

| Borussia Dortmund :       |    |                      |     |        |
|                           |    |                      |     |        |
| GB                        | 1  | Roman Weidenfeller   |     |        |
| DD                        | 26 | Łukasz Piszczek      |     |        |
| DC                        | 4  | Neven Subotić        |     |        |
| DC                        | 15 | Mats Hummels         |     |        |
| DG                        | 29 | Marcel Schmelzer     |     |        |
| MDC                       | 6  | Sven Bender          |     | 90e+2  |
| MDC                       | 8  | Ilkay Gündogan       |     |        |
| AiD                       | 16 | Jakub Błaszczykowski |     | 90e    |
| MOC                       | 11 | Marco Reus           |     |        |
| AiG                       | 19 | Kevin Großkreutz     | 73e |        |
| AT                        | 9  | Robert Lewandowski   |     |        |
| Remplaçants :             |    |                      |     |        |
| GB                        | 20 | Mitchell Langerak    |     |        |
| DF                        | 27 | Felipe Santana       |     |        |
| MC                        | 21 | Oliver Kirch         |     |        |
| MC                        | 5  | Sebastian Kehl       |     |        |
| MC                        | 7  | Moritz Leitner       |     |        |
| MC                        | 18 | Nuri Şahin           |     | 90e +2 |
| AT                        | 23 | Julian Schieber      |     | 90e    |
| Entraîneur : Jürgen Klopp |    |                      |     |        |
|                           |    |                      |     |        |

| Bayern Munich :            |    |                        |     |        |
|                            |    |                        |     |        |
| GB                         | 1  | Manuel Neuer           |     |        |
| DD                         | 21 | Philipp Lahm           |     |        |
| DC                         | 17 | Jérôme Boateng         |     |        |
| DC                         | 4  | Dante                  | 29e |        |
| DG                         | 27 | David Alaba            |     |        |
| MDC                        | 8  | Javi Martínez          |     |        |
| MDC                        | 31 | Bastian Schweinsteiger |     |        |
| AiD                        | 10 | Arjen Robben           |     |        |
| MOC                        | 25 | Thomas Müller          |     |        |
| AiG                        | 7  | Franck Ribéry          | 73e | 90e+1  |
| AT                         | 9  | Mario Mandžukić        |     | 90e+4  |
| Remplaçants :              |    |                        |     |        |
| GB                         | 22 | Tom Starke             |     |        |
| DF                         | 5  | Daniel Van Buyten      |     |        |
| MF                         | 11 | Xherdan Shaqiri        |     |        |
| MF                         | 30 | Luiz Gustavo           |     | 90e +1 |
| MF                         | 44 | Anatoly Timochtchouk   |     |        |
| AT                         | 14 | Claudio Pizarro        |     |        |
| AT                         | 33 | Mario Gómez            |     | 90e +4 |
| Entraîneur : Jupp Heynckes |    |                        |     |        |
|                            |    |                        |     |        |

| Homme du match UEFA Arjen Robben Arbitres assistants Renato Faverani Andrea Stefani Quatrième arbitre Damir Skomina Arbitres réserve Gianluca Rocchi Paolo Tagliavento |

## Bundesliga

### Matchs
| Date       | J.  | Adversaire          | Lieu                                     | Score | Buteurs                                                                            |
| ---------- | --- | ------------------- | ---------------------------------------- | ----- | ---------------------------------------------------------------------------------- |
| 25/08/2012 | 1re | Greuther Fürth      | Trolli Arena, Fürth                      | 0-3   | T.Müller 43e, Mandžukić 59e, T.Kleine 79e (csc)                                    |
| 02/09/2012 | 2e  | VfB Stuttgart       | Allianz Arena, Munich                    | 6-1   | T.Müller 32e 49e, Kroos 33e, Luiz Gustavo 43e, Mandžukić 47e, Schweinsteiger 51e   |
| 15/09/2012 | 3e  | 1. FSV Mainz 05     | Allianz Arena, Munich                    | 3-1   | Mandžukić 2e, Schweinsteiger 13e, Kroos 90+1e                                      |
| 22/09/2012 | 4e  | FC Schalke          | Veltins-Arena, Gelsenkirchen             | 0-2   | Kroos 81e, T.Müller 83e                                                            |
| 25/09/2012 | 5e  | VfL Wolfsbourg      | Allianz Arena, Munich                    | 3-0   | Schweinsteiger 24e, Mandžukić 57e 65e                                              |
| 29/09/2012 | 6e  | Werder Brême        | Weserstadion, Brême                      | 0-2   | Luiz Gustavo 18e, Mandžukić 83e                                                    |
| 06/10/2012 | 7e  | TSG 1899 Hoffenheim | Allianz Arena, Munich                    | 2-0   | Ribéry 19e 47e                                                                     |
| 20/10/2012 | 8e  | Fortuna Düsseldorf  | Esprit arena, Düsseldorf                 | 0-5   | Mandžukić 28e, Luiz Gustavo 36e, T.Müller 55e 86e, Rafinha 87e                     |
| 28/10/2012 | 9e  | Bayer Leverkusen    | Allianz Arena, Munich                    | 1-2   | Mandžukić 77e                                                                      |
| 03/11/2012 | 10e | Hambourg SV         | Imtech Arena, Hambourg                   | 0-3   | Schweinsteiger 40e, T.Müller 48e, Kroos 53e                                        |
| 10/11/2012 | 11e | Eintracht Francfort | Allianz Arena, Munich                    | 2-0   | Ribéry 44e, Alaba 77e                                                              |
| 17/11/2012 | 12e | 1. FC Nuremberg     | easyCredit-Stadion, Nuremberg            | 1-1   | Mandžukić 3e                                                                       |
| 24/11/2012 | 13e | Hanovre 96          | Allianz Arena, Munich                    | 5-0   | Javi Martínez 3e, Kroos 24e, Ribéry 37e, Dante 63e, Gómez 67e,                     |
| 28/11/2012 | 14e | SC Fribourg         | Badenova-Stadion, Fribourg-en-Brisgau    | 0-2   | T.Müller 12e, Tymoshchuk 79e                                                       |
| 01/12/2012 | 15e | Borussia Dortmund   | Allianz Arena, Munich                    | 1-1   | Kroos 67e                                                                          |
| 08/12/2012 | 16e | FC Augsbourg        | SGL arena, Augsbourg                     | 0-2   | T.Müller 40e, Gómez 60e                                                            |
| 14/12/2012 | 17e | Borussia M'gladbach | Allianz Arena, Munich                    | 1-1   | Shaqiri 59e                                                                        |
| 19/01/2013 | 18e | Greuther Fürth      | Allianz Arena, Munich                    | 2-0   | Mandžukić 26e 61e                                                                  |
| 25/01/2013 | 19e | VfB Stuttgart       | Mercedes-Benz Arena, Stuttgart           | 2-0   | Mandžukić 50e, T.Müller 72e                                                        |
| 02/02/2013 | 20e | 1. FSV Mainz 05     | Coface Arena, Mayence                    | 0-3   | T.Müller 40e, Mandžukić 50e 57e                                                    |
| 09/02/2013 | 21e | FC Schalke          | Allianz Arena, Munich                    | 4-0   | Alaba 19e 51e, Schweinsteiger 32e, Gómez 63e                                       |
| 15/02/2013 | 22e | VfL Wolfsbourg      | Volkswagen-Arena, Wolfsbourg             | 0-2   | Mandžukić 36e, Robben 90+2e                                                        |
| 23/02/2013 | 23e | Werder Brême        | Allianz Arena, Munich                    | 6-1   | Robben 25e, Javi Martínez 28e, Gebre Selassie 49e (csc), Gómez 51e 89e, Ribéry 86e |
| 03/03/2013 | 24e | TSG 1899 Hoffenheim | Rhein-Neckar-Arena, Sinsheim             | 0-1   | Gómez 38e                                                                          |
| 09/03/2013 | 25e | Fortuna Düsseldorf  | Allianz Arena, Munich                    | 3-2   | T.Müller 45e, Ribéry 73e, Boateng 86e                                              |
| 15/03/2013 | 26e | Bayer Leverkusen    | BayArena, Leverkusen                     | 1-2   | Gómez 37e, Wollscheid 87e (csc)                                                    |
| 30/03/2013 | 27e | Hambourg SV         | Allianz Arena, Munich                    | 9-2   | Shaqiri 5e, Schweinsteiger 19e, Pizarro 30e 45e 53e 68e Robben 33e 54e, Ribéry 76e |
| 06/04/2013 | 28e | Eintracht Francfort | Commerzbank-Arena, Francfort-sur-le-Main | 0-1   | Schweinsteiger 52e                                                                 |
| 12/04/2013 | 29e | 1. FC Nuremberg     | Allianz Arena, Munich                    | 4-0   | Boateng 5e, Gómez 17e, Rafinha 24e, Shaqiri 56e                                    |
| 20/04/2013 | 30e | Hanovre 96          | AWD-Arena, Hanovre                       | 1-6   | Stindl 16e (csc), Ribéry 23e, Gómez 40e 62e, Pizarro 71e 83e                       |
| 27/04/2013 | 31e | SC Fribourg         | Allianz Arena, Munich                    | 1-0   | Shaqiri 35e                                                                        |
| 03/05/2013 | 32e | Borussia Dortmund   | Signal Iduna Park, Dortmund              | 1-1   | Gómez 13e                                                                          |
| 11/05/2013 | 33e | FC Augsbourg        | Allianz Arena, Munich                    | 3-0   | T.Müller 69e, Shaqiri 82e, Luiz Gustavo 87e                                        |
| 18/05/2013 | 34e | Borussia M'gladbach | Borussia-Park, Mönchengladbach           | 3-4   | Javi Martínez 7e, Ribéry 18e 53e, Robben 59e                                       |

### Classement
mise à jour : 13 mai 2013
| Rang | Équipe                   | Pts | J  | G  | N  | P  | Bp | Bc | Diff |
| ---- | ------------------------ | --- | -- | -- | -- | -- | -- | -- | ---- |
| 1    | Bayern Munich            | 91  | 34 | 29 | 4  | 1  | 98 | 18 | +80  |
| 2    | Borussia Dortmund T      | 66  | 34 | 19 | 9  | 6  | 81 | 42 | +39  |
| 3    | Bayer Leverkusen         | 65  | 34 | 19 | 8  | 7  | 65 | 39 | +26  |
| 4    | Schalke 04               | 55  | 34 | 16 | 7  | 11 | 58 | 50 | +8   |
| 5    | SC Fribourg              | 51  | 34 | 14 | 9  | 11 | 45 | 40 | +5   |
| 6    | Eintracht Francfort P    | 51  | 34 | 14 | 9  | 11 | 49 | 46 | +3   |
| 7    | Hambourg SV              | 48  | 34 | 14 | 6  | 14 | 42 | 53 | -11  |
| 8    | Borussia Mönchengladbach | 47  | 34 | 12 | 11 | 11 | 45 | 49 | -4   |
| 9    | Hanovre 96               | 45  | 34 | 13 | 6  | 15 | 60 | 62 | -2   |
| 10   | 1. FC Nuremberg          | 44  | 34 | 11 | 11 | 12 | 39 | 47 | -8   |
| 11   | VfL Wolfsbourg           | 43  | 34 | 10 | 13 | 11 | 47 | 52 | -5   |
| 12   | VfB Stuttgart            | 43  | 34 | 12 | 7  | 15 | 37 | 55 | -18  |
| 13   | 1.FSV Mayence 05         | 42  | 34 | 10 | 12 | 12 | 42 | 44 | -2   |
| 14   | Werder Brême             | 34  | 34 | 8  | 11 | 15 | 50 | 66 | -16  |
| 15   | Augsbourg                | 33  | 34 | 8  | 9  | 17 | 33 | 51 | -18  |
| 16   | 1899 Hoffenheim          | 31  | 34 | 8  | 7  | 19 | 42 | 67 | -25  |
| 17   | Fortuna Düsseldorf P     | 30  | 34 | 7  | 9  | 18 | 39 | 57 | -18  |
| 18   | Greuther Fürth P         | 21  | 34 | 4  | 9  | 21 | 26 | 60 | -34  |

Qualifications européennes
Ligue des Champions 2013-2014
- 1er, 2e et 3e : phase de groupes
- 4e : tour de barrages pour non-champions

Ligue Europa 2013-2014
- CA : phase de groupes
- 5e : tour de barrage
- 6e : 3e tour de qualification

Relégation
- 16e : barrages de relégation en 2. Bundesliga
- 17e et 18e : relégation en 2. Bundesliga

Abréviations
- TTenant du titre :
- CA : Vainqueur(ou finaliste) de la Coupe d'Allemagne 2012-2013
- P : Promus de 2. Bundesliga